# Újrónafő
Újrónafő là một thị trấn thuộc hạt Győr-Moson-Sopron, Hungary. Thị trấn này có diện tích 48,63 km², dân số năm 2010 là 802 người, mật độ 16 người/km².